# Donna Kennedy
Pour les articles homonymes, voir Kennedy.
Pas d'image ? Cliquez ici

a Compétitions nationales et continentales officielles uniquement.

b Matchs officiels uniquement.
Donna Kennedy, née le 16 février 1972, est une joueuse internationale écossaise de rugby à XV occupant les postes de troisième ligne centre ou troisième ligne aile.
Elle est la joueuse écossaise la plus capée de l'histoire avec 115 sélections. En 2024, elle est introduite au Temple de la renommée World Rugby. 

## Biographie
Elle grandit à Carnwath, dans le South Lanarkshire.
Avec l'équipe d'Écosse féminine de rugby à XV, elle dispute plus de cent sélections, atteignant la barre fatidique le 18 mars 2007 contre la France dans le cadre du Tournoi des Six Nations 2007. Elle est la première femme à rejoindre le cercle fermé des joueurs, joueuses à plus de cent sélections: George Gregan, Fabien Pelous, Jason Leonard, Philippe Sella, Stephen Larkham, David Campese, Alessandro Troncon et Gareth Thomas. Un an plus tard c'est la Galloise Louise Rickard qui parvient à ce seuil honorable. 
Donna Kennedy a 34 ans en 2006 quand elle se retire une première fois de la scène internationale, après sa quatrième épreuve de Coupe du monde. Elle termine sixième de l'édition 2006 canadienne et compte déjà 95 sélections. Elle connaît sa première cape le 14 février 1993 pour une victoire 10-0 contre l'Irlande. C'est surtout le premier match officiel de l'équipe d'Écosse, équipe qu'elle ne quitte plus. Elle connaît son apogée lorsque les Écossaises battent les Anglaises (8-5) en 1998 avec un Grand Chelem et une Triple couronne pour une victoire finale dans le tournoi. 
Quand elle se retire en 2006, elle compte donc 95 sélections, toutes disputées comme titulaire alors que l'équipe d'Écosse joue alors son centième match officiel. Elle n'a manqué que cinq rencontres en quatorze saisons. 
Elle continue à évoluer au plus haut niveau féminin à Worcester (en), en championnat anglais, et peut retourner en équipe nationale lors du Tournoi des Six Nations 2007 pour une pige de cinq rencontres, quatre défaites 18-10 contre la France, 60-0 contre l'Angleterre, 18-6 contre l'Irlande, 10-0 contre le pays de Galles et une victoire contre l'Italie 26-6.
L'Écosse et l'Italie terminent cinq et sixième du Tournoi des Six Nations 2009, ce qui les oblige à jouer un tournoi de barrage pour la qualification à la Coupe du monde 2010 du 17 au 23 mai 2009. Donna Kennedy reprend donc du service.

## Palmarès
- 115 sélections avec l'Équipe d'Écosse féminine de rugby à XV de 1993 à 2010
- participations au Tournoi des Six Nations féminin
- victoire dans le tournoi en 1998 avec un Grand Chelem
- participations à la Coupe du monde féminine de rugby à XV 1994, 1998, 2002, 2006